# 1966 en Saskatchewan
Chronologie de la Saskatchewan
- 1962
- 1963
- 1964
- 1965
- 1966
- 1967
- 1968
- 1969
- 1970

Cette page concerne des événements d'actualité qui se sont produits durant l'année 1966 dans la province canadienne de la Saskatchewan.

## Politique
- Premier ministre : Ross Thatcher
- Chef de l'Opposition :
- Lieutenant-gouverneur : Robert L. Hanbidge
- Législature :

## Événements
- 54e finale de la Coupe Grey - Roughriders de la Saskatchewan remporte la victoire contre les Rough Riders d'Ottawa 29-14.

## Naissances

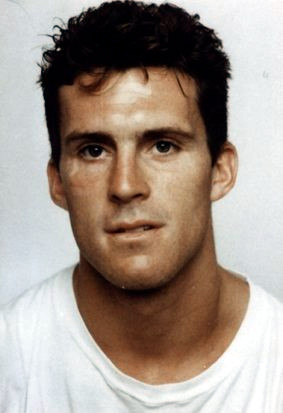
Duncan MacPherson

- Janvier : Greg Lawrence est un homme politique canadien, il est élu à l'Assemblée législative de la Saskatchewan lors de l'élection provinciale de 2011 sous la bannière du Parti saskatchewanais ; il représente la circonscription électorale de Moose Jaw-Wakamow.

- 3 février : Duncan MacPherson (né à Saskatoon - décédé le 9 août 1989 dans les Alpes de Stubai en Autriche[1]) est un joueur de hockey sur glace canadien.

- 22 mars : Todd Ewen (né à Saskatoon) est un joueur de hockey sur glace professionnel devenu entraîneur.

- 11 avril : Selmar Odelein (né à Quill Lake) est un joueur professionnel de hockey sur glace canadien[2].

- 8 décembre : Tyler Mane est un acteur et ancien lutteur professionnel (catcheur) canadien né en Saskatchewan.